# Compsocerini
Compsocerini es una tribu de coleópteros crisomeloideos de la familia Cerambycidae.

## Géneros
Tiene los siguientes géneros:
- Achenoderus - Acrocyrtidus - Aglaoschema - Allopeba - Callichromopsis - Caperonotus - Chaetosopus - Chariergus - Chenoderus - Chlorethe - Compsoceridius - Compsocerus - Cosmisomopsis - Dilocerus - Ethemon - Eurybatus - Evgenius - Hylorus - Maripanus - Mimochariergus - Orthostoma - Paromoeocerus - Parunxia - Rierguscha - Rosalia - Unxia - Upindauara